# Sørine Gotfredsen
 Der er for få eller ingen kildehenvisninger i denne artikel, hvilket er et problem. Du kan hjælpe ved at angive troværdige kilder til de påstande, som fremføres i artiklen.

Sørine Gotfredsen (født Ellen Vibeke Gotfredsen, 7. juli 1967 i Hadsten) er en dansk journalist, forfatter, sognepræst og samfundsdebattør.
Gotfredsen er student fra Amtsgymnasiet i Hadsten og uddannet journalist fra Danmarks Journalisthøjskole i 1993 og cand.theol. fra Københavns Universitet i 2004. Hun har desuden en masteruddannelse i medievidenskab samt dramaturgi og fortælleteknik.
Hun arbejdede på Aktuelt, indtil avisen lukkede, primært som sportsjournalist, og læste sideløbende teologi på universitetet. Senere arbejdede hun på Ekstra Bladet. Siden marts 2002 har hun været jævnlig skribent i Kristeligt Dagblad, og en periode var hun også avisens radio- og tv-anmelder. Desuden var hun en hyppig deltager i panelet på DR2's kulturmagasin Smagsdommerne.
Siden 1. februar 2009 har hun været sognepræst ved Jesuskirken i Valby. Tidligere har hun været vikar ved Mariendals Kirke, Sankt Lukas Kirke og Frederiksberg Slotskirke.